# Символ турського лівра
Символ або символ турського лівру (₶)  — друкарський символ, який входить до групи «Символи валют» (англ. Currency Symbols) стандарту Юнікод: оригінальна назва — Livre tournois sign(англ.); код - U +20B6. Його основне призначення - представлення турського лівру, історичної грошової одиниці Франції.

## Накреслення
Символ турського лівру є лігатурою двох малих латинських букв «l» і «t», перекреслених у верхній частині однією лінією.

## Використання як скорочення назв грошових одиниць
Символ «₶» використовується для представлення історичної валюти Франції – турського лівру (фр. livre tournois). Широко використовувався у XVII-XVIII століттях.